# Petra (album)
Petra è l'undicesimo album in studio di Pierangelo Bertoli, pubblicato nel 1985.

## Descrizione
Il disco è dedicato alla figlia del cantautore, chiamata appunto Petra. Non è mai stato ristampato su CD, unico tra le opere di Bertoli.

## I brani
Piano Man è la sua versione della celebre canzone di Billy Joel del 1973.

## Tracce
1. Maria Teresa (Testo di Pierangelo Bertoli, Musica di Marco Dieci) - 4:20
2. Piano Man (Pierangelo Bertoli, Billy Joel) - 5:39
3. L'odore del porto(Testo di Pierangelo Bertoli e Giorgio bassi, Musica di Giorgio bassi) - 4:25
4. Fiume nero (Testo di Pierangelo Bertoli, Musica di Fabrizio Urzino) - 5:10
5. Bella addormentata (Testo di Pierangelo Bertoli, Musica di Marco Dieci) - 3:14
6. Voglia di libertà (Testo di Pierangelo Bertoli, Musica di Giuseppe Brandolini) - 3:40
7. China Town (Testo di Pierangelo Bertoli, Musica di Fabrizio Urzino) - 4:22
8. Vola veliero (Testo di Pierangelo Bertoli, Musica di Marco Dieci) - 3:52
9. Gennaio (Testo di PIerangelo Bertoli e Marco Negri, Musica di Marco negri) - 4:09

## Formazione
- Pierangelo Bertoli – voce
- Marco Dieci – chitarra acustica, cori, armonica, tastiera, pianoforte
- Gigi Cappellotto – basso
- Lele Melotti – batteria
- Nino Lelli – tastiera, cori, chitarra acustica, chitarra elettrica
- Claudio Ughetti – fisarmonica
- Giuseppe Zanca – basso
- Mauro Gherardi – batteria, percussioni
- Claudio Pascoli – sassofono contralto, sassofono soprano
- Danilo Bertelli, Moreno Ferrara, Silvio Pozzoli – cori